# Premi Laurence Olivier al Millor Actor de Musical
El Premi Laurence Olivier és un premi atorgat anualment per la Society of London Theatre en reconeixement dels èxits al teatre musical comercial britànic.. Van ser establerts com els Premis de la Society of West End Theatre el 1976, i rebatejats el 1984 en honor de l'actor britànic Lord Olivier. Són el premi teatral de més prestigi al Regne Unit, i són l'equivalent britànic als Premis Tony nord-americans.

## Guanyadors

### 1970
- 1979: Anton Rodgers – Songbook
  - Tony Britton – My Fair Lady
  - Michael Crawford – Flowers for Algernon
  - Ben Cross – Chicago

### 1980
| - 1980: Denis Quilley – Sweeney Todd: The Demon Barber of Fleet Street - Tom Conti – They're Playing Our Song - John Diedrich – Oklahoma! - Denis Lawson – Pal Joey - 1981: Michael Crawford – Barnum - Brian Blessed – Cats - Henderson Forsythe – The Best Little Whorehouse in Texas - Wayne Sleep – Cats - 1982: Roy Hudd – Underneath the Arches - Tim Curry – The Pirates of Penzance - Bob Hoskins – Guys and Dolls - Stephen Moore – Poppy - 1983: Denis Lawson – Mr. Cinders - George Costigan – Blood Brothers - Teddy Kempner – Snoopy!!! The Musical - Peter Woodward – Bashville - 1984: Paul Clarkson – The Hired Man - Tim Flavin – On Your Toes - David Kernan – The Ratepayers' Iolanthe - Lon Satton – Starlight Express | - 1985: Robert Lindsay – Me and My Girl - Alun Armstrong – Les Misérables - Mark McGann – Lennon - Colm Wilkinson – Les Misérables - 1986: Michael Crawford – The Phantom of the Opera - Paul Bentley – HMS Pinafore - George Hearn – La Cage aux Folles - Tommy Körberg – Chess - 1987: John Bardon and Emil Wolk – Kiss Me, Kate - Bernard Alane – Bless the Bride - Mark McGann – Up on the Roof - Gary Olsen – Up on the Roof - 1988: Con O'Neill – Blood Brothers - Bille Brown – The Wizard of Oz - Nickolas Grace – Candide - Mickey Rooney – Sugar Babies |

### 1990
| - 1989/1990: Jonathan Pryce – Miss Saigon - Alun Armstrong – The Baker's Wife - Matthew Devitt – Return to the Forbidden Planet - Paul Hipp – Buddy - 1991: Philip Quast – Sunday in the Park with George - Ian Bartholomew – Into the Woods - Bruce Hubbard – Show Boat - Paul J. Medford – Five Guys Named Moe - 1992: Alan Bennett – Talking Heads - Philip Bird – Good Rockin' Tonite - Jason Donovan – Joseph and the Amazing Technicolor Dreamcoat - Damon Evans – Carmen Jones - 1993: Henry Goodman – Assassins - Brent Carver – Kiss of the Spider Woman - Michael Hayden – Carousel - Kirby Ward – Crazy for You - 1994: Alun Armstrong – Sweeney Todd: The Demon Barber of Fleet Street - Roger Allam – City of Angels - David Burt – The Beggar's Opera - Alan Cumming – Cabaret | - 1995: John Gordon Sinclair – She Loves Me - Peter Duncan – The Card - Tim Flavin – Crazy for You - Jonathan Pryce – Oliver! - 1996: Adrian Lester – Company - Brian Conley – Jolson - Ross Lehman – Hot Mikado - Clarke Peters – Unforgettable - 1997: Robert Lindsay – Oliver! - Iain Glen – Martin Guerre - Paul Keating – Tommy - Stephen Pacey – By Jeeves - 1998: Philip Quast – The Fix - John Barrowman – The Fix - Henry Goodman – Chicago - Andrew C Wadsworth – Kiss Me, Kate - 1999: Entire Cast – Kat and the Kings - Adam Garcia – Saturday Night Fever - Hugh Jackman – Oklahoma! - Clarke Peters – Chicago |

### 2000
| - 2000: Simon Russell Beale – Candide - Rob Edwards – The Lion King - Daniel Evans – Candide - Ben Keaton – Animal Crackers - Gus MacGregor – Buddy - 2001: Daniel Evans – Merrily We Roll Along - Jimmy Johnston – The Pirates of Penzance - Paul Robinson – Singin' in the Rain - David Shannon – The Beautiful Game - 2002: Philip Quast – South Pacific - Brent Barrett – Kiss Me, Kate - Paul Keating – Closer to Heaven - Jonathan Pryce – My Fair Lady - 2003: Alex Jennings – My Fair Lady - Tim Flavin – My One and Only - Michael Jibson – Our House - Euan Morton – Taboo - 2004: David Bedella – Jerry Springer: The Opera - Graham Bickley – Ragtime - Michael Brandon – Jerry Springer: The Opera - Kevyn Morrow – Ragtime | - 2005: Nathan Lane – The Producers - Lee Evans – The Producers - Paul Hegarty – Sweeney Todd: The Demon Barber of Fleet Street - Gavin Lee – Mary Poppins - 2006: James Lomas, George Maguire and Liam Mower – Billy Elliot the Musical - Douglas Hodge – Guys and Dolls - Ewan McGregor – Guys and Dolls - 2007: Daniel Evans – Sunday in the Park with George - Tim Curry – Spamalot - Clarke Peters – Porgy and Bess - Philip Quast – Evita - 2008: Michael Ball – Hairspray - Bertie Carvel – Parade - Henry Goodman – Fiddler on the Roof - Bob Martin – The Drowsy Chaperone - 2009: Douglas Hodge – La Cage aux Folles - Denis Lawson – La Cage aux Folles - Ryan Molloy – Jersey Boys - Matt Rawle – Zorro |

### 2010
- 2010: Aneurin Barnard – Spring Awakening
  - Rowan Atkinson – Oliver!
  - Bob Golding – Morecambe
  - Alexander Hanson – A Little Night Music
  - Tony Sheldon – Priscilla Queen of the Desert

- 2011: David Thaxton – Passion
  - Alex Gaumond – Legally Blonde
  - Michael Xavier – Love Story
  - Ramin Karimloo – Love Never Dies
  - Sahr Ngaujah – Fela!

- 2012: Bertie Carvel – Matilda the Musical
  - Nigel Lindsay – Shrek the Musical
  - Reece Shearsmith – Betty Blue Eyes
  - Paulo Szot – South Pacific

- 2013: Michael Ball – Sweeney Todd com Sweeney Todd
  - Alex Bourne – Kiss Me, Kate com Fred Graham
  - Tom Chambers – Top Hat com Jerry
  - Will Young – Cabaret com Emcee